# Beltinci
Beltinci este o localitate din comuna Beltinci, Slovenia, cu o populație de 2.414 locuitori.